# Новик Альфонс Андрійович
Альфонс Андрійович Новик (Новікс) (13 лютого 1908, село Сілагайлі Мердзенської волості Люцинського повіту Вітебської губернії, тепер Латвія — 12 березня 1996, в'язниця міста Риги, Латвія) — радянський діяч органів держбезпеки, нарком (міністр) внутрішніх справ і державної безпеки Латвійської РСР, генерал-майор (1945). Депутат Верховної Ради СРСР 1—3-го скликань (1941—1954).

## Життєпис
Народився в бідній селянській родині. У 1927 році закінчив Люценську латиську середню школу (гімназію). Був виключений з третього класу за участь в політичній демонстрації. Незабаром знову прийнятий в гімназію, після закінчення якої поступив на історико-філологічний факультет Ризького університету. Поєднував навчання з роботою, університет не закінчив.
У грудні 1928 — січні 1929 року — наглядач-сторож Ризької митниці. У січні 1929 — квітні 1931 року — конторник 1-го району Ризького дорожнього будівництва.
З грудня 1930 по грудень 1931 року член Партії латгальских прогресистів.
З квітня по листопад 1931 працював у господарстві брата в селі Сілагайлі. У листопаді 1931 — квітні 1932 року — конторник лікарняної каси тимчасових робітників у місті Ризі. З квітня по травень 1932 був делегатом від робітників у Москві. З травня по червень 1932 року хворів, лікувався у Ризькій міській лікарні. З червня по вересень 1932 працював у господарстві брата в селі Сілагайлі.
Член Комуністичної партії Латвії з липня 1932 року.
У вересні 1932 — серпні 1933 року — рядовий 4-го Вольмарского піхотного полку Латвійської армії.
З серпня по листопад 1933 року — співробітник Латгальського обласного комітету комсомолу Латвії в місті Даугавпілсі.
У листопаді 1933 року заарештований латвійською владою. Засуджений за революційну діяльність до 8 років каторги. До листопада 1938 року відбував ув'язнання в Центральній в'язниці Риги. У листопаді 1938 року був звільнений за амністією. Після звільнення знову на нелегальній роботі, обирався членом Ризького районного комітету КП Латвії.
З листопада 1938 по березень 1939 року працював у господарстві брата в селі Сілагайлі. У березні 1939 — червні 1940 року — завідувач складу торгівельного підприємства «Щієдра» в Ризі. 
У червні — серпні 1940 року — начачальник Управленія державної безпеки МВС Латвії по Даугавпілському районі.
25 серпня (11 вересня) 1940 — 26 лютого 1941 року — народний комісар внутрішніх справ Латвійської РСР.
Член ВКП(б) з жовтня 1940 року.
26 лютого — 31 липня 1941 року — народний комісар державної безпеки Латвійської РСР. 
У серпні — жовтні 1941 року — в розпорядженні відділу кадрів НКВС СРСР. У жовтні 1941 — січні 1942 року — в розпорядженні 2-го відділу НКВС СРСР. У січні — червні 1942 року — начальник 6-го відділення (латвійського) 2-го відділу 4-го Управління НКВС СРСР. У червні 1942 — травні 1943 року — начальник 4-го відділення (латвійського) 1-го відділу 4-го Управління НКВС СРСР. У травні — листопаді 1943 року — начальник 4-го відділення (латвійського) 2-го відділу 4-го Управління НКДБ СРСР. У листопаді 1943 — березні 1944 року — начальник оперативної групи НКДБ СРСР в Латвії. Керував диверсійною роботою на території окупованої Латвії.
У березні 1944 — 3 березня 1953 року — народний комісар (міністр) державної безпеки Латвійської РСР.
У березні 1953 — січні 1954 року — заступник міністра сільського господарства і заготівель Латвійської РСР з кадрів, начальник Управління керівних кадрів міністерства. У січні 1954 — 1955 року — заступник міністра сільського господарства Латвійської РСР з кадрів.
З 1955 року — персональний пенсіонер в місті Ризі. Після відновлення незалежності Латвії отримав громадянство Латвійської Республіки. 
15 березня 1994 року заарештований латвійською владою і відданий під суд в місті Ризі за звинуваченням у геноциді та участі в депортації латиського народу. Своєї провини не визнав. 13 грудня 1995 року засуджений до пожиттєвого ув'язнення, через три місяці помер в тюремній лікарні Риги.

## Звання
- старший майор державної безпеки (2.01.1941)
- комісар державної безпеки (14.02.1943)
- генерал-майор (9.07.1945)

## Нагороди
- орден Леніна (20.07.1950)
- орден Вітчизняної війни І ст. (31.05.1946)
- два ордени Червоного Прапора (31.05.1945; 24.08.1949)
- орден Червоної Зірки (20.09.1943)
- знак «Заслужений працівник НКВС» (19.12.1942)
- медалі